# Gösta Laurin
Gustaf "Gösta" Leonard Laurin, född den 1 mars 1836 i Stockholm, död den 9 januari 1879 i Nervi, Italien, var en svensk boktryckare och bokförläggare.

## Biografi
Redan tidigt utsågs Laurin av sin mors kusin Carl Norstedt att tillsammans med sin kusin G. E. Norstedt överta boktryckeri- och förlagsfirman P.A. Norstedt & Söner. Då han sedan barndomen främst intresserat sig för naturvetenskap och teknik, bestämdes att Laurin skulle få ansvaret för skötseln av firmans boktryckeri. Efter läroverksstudier i Stockholm utbildade han sig genom praktik vid Munktells Mekaniska Verkstad i Eskilstuna samt vid större boktryckerier i Berlin och Leipzig samt studieresor i Storbritannien. 1856 anställdes han i förlaget och 1860 togs han in som bolagsman. Efter Carl Norstedts död 1862 övertogs bolaget helt av Gösta Laurin och kusinen G. E. Norstedt. Sedan kusinen 1869 lämnat bolaget upptog Gösta Laurin sin bror Albert i bolaget. Gösta Laurin som inom företaget kallades "patron", ägnade sig främst åt boktryckeriet och stilgjuteriet, som försågs med nya maskiner och moderna stilar. Hans stora fackkunskaper, hans estetiska sinne och intresse för teknikutvecklingen inom området, särskilt i det av Laurin beundrade Storbritannien bidrog till förlagets framgångar. Laurin ägnade sig dock även åt den allt ökande förlagsverksamheten. Laurin blev även 1862 föreståndare för Konstförvantskapets kassa och tjänstgjorde 1872–1879 som ordförande i Boktryckerisocieteten. Han var ledamot av Stockholms stadsfullmäktige och suppleant i drätselnämnden 1875–1879 samt ledamot av kyrkoråd, skolråd, fattigvårdsnämnd med mera. 1878 reste Laurin på sin läkares ordination till Schweiz och därifrån till Italien, där han året därpå dog i lungtuberkulos.
Gösta Laurin var son till grosshandlaren Gustaf Philip Laurin och Emilia Ottiliana Norstedt samt bror till Albert och Carl Laurin. Han var far till Carl G. och Thorsten Laurin.